# Camptoptera immensa
Camptoptera immensa är en stekelart som beskrevs av Girault 1933. Camptoptera immensa ingår i släktet Camptoptera och familjen dvärgsteklar. Inga underarter finns listade.